# Eusaproecius magnigena
Eusaproecius magnigena là một loài bọ cánh cứng trong họ Bọ hung (Scarabaeidae).